# Ligne de Schiltach à Schramberg
La ligne de chemin de fer Schiltach-Schramberg est une ancienne ligne de chemin de fer secondaire de la Kinzigtalbahn reliant les villes de Schiltach et de Schramberg de 1892 à 1989.
Un tronçon est utilisé comme musée. 

## Caractéristiques
La ligne avait une longueur de 8,76 km. 

## Historique
Ouverte en 1892, elle est fermée en 1989 et neutralisée et déposée en 1992.

## Conservation
Une minime partie de ligne, la voie de l'embranchement de la Kinzigtalbahn qui menait vers Schramberg et le pont sur la Kinzig, n’est pas déposée ; la voie est actuellement utilisée comme musée de chemin de fer où est garée une rame complète d'Uerdinger Schienenbus.